# Stolen Thoughts
Stolen Thoughts – wydany w 2008 roku pierwszy długogrający album zespołu Retrospective. Album ukazał się 27 października nakładem wytwórni Lynx Music.

Stolen Thoughts to tak zwany concept album. Tematem wszystkich utworów jest okres dzieciństwa i proces przechodzenia w dorosłe życie.

## Twórcy
Zespół:
- Maciej Klimek - gitara
- Robert Kusik - perkusja
- Beata Łagoda - klawisze
- Łukasz Marszałek - gitara basowa
- Jakub Roszak - wokal, teksty
- Alan Szczepaniak - gitara

Współtwórcy albumu:
- Artur Górski - nagrania, miksy, mastering
- Maciej Mendyka - producent
- Robert Kudera - projekt okładki
- Wojciech Kostoglu - projekt graficzny całości
- Arkadiusz Kulasik - ilustracje, grafiki

## Lista utworów
Wszystkie utwory skomponowane zostały przez zespół Retrospective.
1. Defend Your Identity - 6:55
2. Stupid Joke - 3:26
3. Sitting In The Red Train - 5:35
4. Yesterday's Dream - 4:39
5. Memories - 3:01
6. It's Time To Grow Up - 9:41
7. sNoone - 4:53
8. Asleep - 8:24

Długość całości: 46:34